# 圣科斯坦蒂诺-卡拉布罗
圣科斯坦蒂诺-卡拉布罗（義大利語：San Costantino Calabro），是意大利维博瓦伦蒂亚省的一个市镇。总面积7平方公里，人口2289人，人口密度327.0人/平方公里（2009年）。